# Mary Anne McGarry
Mary Anne McGarry (* vor 1989 in Cincinnati, Ohio) ist eine irisch-US-amerikanische Schauspielerin.

## Leben
McGarry trat in etlichen Fernsehserien auf, wie etwa in Roseanne (1989), L.A. Law – Staranwälte, Tricks, Prozesse (1989/1992), Emergency Room – Die Notaufnahme (1996), Star Trek: Raumschiff Voyager (1998), Chicago Hope – Endstation Hoffnung (1999), Practice – Die Anwälte (2000), Gilmore Girls (2000), Cold Case – Kein Opfer ist je vergessen (2005), Numbers – Die Logik des Verbrechens (2006), Mad Men (2008–2009) und als Madame Estelle Chauvin in Schatten der Leidenschaft (1992–2011).
Filme, in denen sie spielte, sind unter anderem Those Secrets (1992), Kaffee, Milch & Zucker (1995), The Big Day (2001), (Traum)Job gesucht (2009), Terri (2011) und Hitchcock (2012).

## Filmografie (Auswahl)
- 1989: Roseanne (Fernsehserie, eine Folge)
- 1989/1992: L.A. Law – Staranwälte, Tricks, Prozesse (L.A. Law, Fernsehserie, zwei Folgen)
- 1992: Those Secrets (Fernsehfilm)
- 1992–2011: Schatten der Leidenschaft (The Young and the Restless, Fernsehserie, fünf Folgen)
- 1993: Die Hölle in mir (Darkness Before Dawn, Fernsehfilm)
- 1993: Love, Lies & Lullabies (Fernsehfilm)
- 1994: Tödliche Absichten (Mother’s Boys)
- 1995: Kaffee, Milch & Zucker (Boys on the Side)
- 1996: Emergency Room – Die Notaufnahme (ER, Fernsehserie, eine Folge)
- 1998: Star Trek: Raumschiff Voyager (Star Trek: Voyager, Fernsehserie, eine Folge)
- 1999: Winding Roads (Fernsehfilm)
- 1999: Chicago Hope – Endstation Hoffnung (Chicago Hope, Fernsehserie, eine Folge)
- 2000: Für alle Fälle Amy (Judging Amy, Fernsehserie, eine Folge)
- 2000: Practice – Die Anwälte (The Practice, Fernsehserie, zwei Folgen)
- 2000: Gilmore Girls (Fernsehserie, eine Folge)
- 2001: The Big Day
- 2002: Roter Drache (Red Dragon)
- 2005: Cold Case – Kein Opfer ist je vergessen (Cold Case, Fernsehserie, eine Folge)
- 2005: Frau mit Hund sucht … Mann mit Herz (Must Love Dogs)
- 2005: Wo die Liebe hinfällt … (Rumor Has It…)
- 2006: Out of Practice – Doktor, Single sucht … (Out of Practice, Fernsehserie, eine Folge)
- 2006: Close to Home (Fernsehserie, eine Folge)
- 2006: Numbers – Die Logik des Verbrechens (Numb3rs, Fernsehserie, eine Folge)
- 2008: Dirt (Fernsehserie, eine Folge)
- 2008–2009: Mad Men (Fernsehserie, zwei Folgen)
- 2009: (Traum)Job gesucht (Post Grad)
- 2010: The Forgotten – Die Wahrheit stirbt nie (The Forgotten, Fernsehserie, eine Folge)
- 2011: Terri
- 2011: Modern Family (Fernsehserie, eine Folge)
- 2012: Hitchcock
- 2013: Doll & Em (Miniserie, eine Folge)